# Trichosporum fuscum
Trichosporum fuscum är en svampart som först beskrevs av Heinrich Friedrich Link, och fick sitt nu gällande namn av Pier Andrea Saccardo 1882. Trichosporum fuscum ingår i släktet Trichosporum och familjen Piedraiaceae.   Inga underarter finns listade i Catalogue of Life.